# Varoška Rijeka
Varoška Rijeka är ett samhälle i Bosnien och Hercegovina.   Det ligger i entiteten Federationen Bosnien och Hercegovina, i den nordvästra delen av landet, 230 km nordväst om huvudstaden Sarajevo. Varoška Rijeka ligger 193 meter över havet och antalet invånare är 6 573.
Terrängen runt Varoška Rijeka är kuperad österut, men västerut är den platt. Varoška Rijeka ligger nere i en dal. Runt Varoška Rijeka är det ganska tätbefolkat, med 93 invånare per kvadratkilometer.. Närmaste större samhälle är Cazin, 14,8 km söder om Varoška Rijeka. 
Trakten runt Varoška Rijeka består till största delen av jordbruksmark.